# Tamariscella cymbifoliola
Tamariscella cymbifoliola är en bladmossart som beskrevs av C. Müller 1896. Tamariscella cymbifoliola ingår i släktet Tamariscella, klassen egentliga bladmossor, divisionen bladmossor och riket växter. Inga underarter finns listade i Catalogue of Life.